# Belgijska hokejska reprezentanca
Belgijska hokejska reprezentanca je bila nekdaj ena boljših državnih hokejskih reprezentanc na svetu, saj je na Evropskih prvenstvih osvojila po eno zlato in srebrno ter tri bronaste medalje, v zadnjih desetletjih pa na Svetovnih prvenstvih večinoma igra v skupini C oz. 2. diviziji. 